# Diagram
Et diagram er et todimensionelt geometrisk symbolsk repræsentation af information i henhold til en eller anden visualiseringsteknik. Nogle gange er den anvendte teknik en tredimensionel visualisation som så er en projektion på en todimensionel overflade. Ordet graf anvendes nogle gange som et synonym for diagram.

## Specifikke diagramtyper
- Afhængighedsdiagram
- Blokdiagram
- Dataflow-diagram
- Entity-Relationship diagram (ERD)
- Euler-diagram - anvendes inden for logik og mængdelære, udviklet af Leonhard Euler (1707-1783)
- Feynman-diagram
- Fiskebens-diagram
- Karnaugh-diagram
- Kredsløbsdiagram
- Lagkagediagram
- Smith-kort
- Søjlediagram
- Tilstandsdiagram – anvendes til tilstandsmaskiner indenfor software-udvikling
- UML-diagram
- Venn-diagram - anvendes inden for logik og mængdelære, udviklet af John Venn (1834-1923)
- Voronoi-diagram

## Yderligere læsning
- Bounford, Trevor (2000). Digital diagrams. New York: Watson-Guptill Publications. ISBN 978-0-8230-1572-6.
- Michael Anderson, Peter Cheng, Volker Haarslev (Eds.) (2000). Theory and Application of Diagrams: First International Conference, Diagrams 2000. Edinburgh, Scotland, UK, September 1–3, 2000. Proceedings.